# Гломбиньский, Станислав
Стани́слав Я́нович Гломби́ньский (пол. Stanisław Głąbiński, 25 февраля 1862 года, Сколе, Австро-Венгрия — 14 августа 1941 года, Харьков, СССР) — польский экономист, юрист, педагог, публицист, общественный и государственный деятель.

## Биография

### Научная карьера
- Учился в средней школе в Самборе.

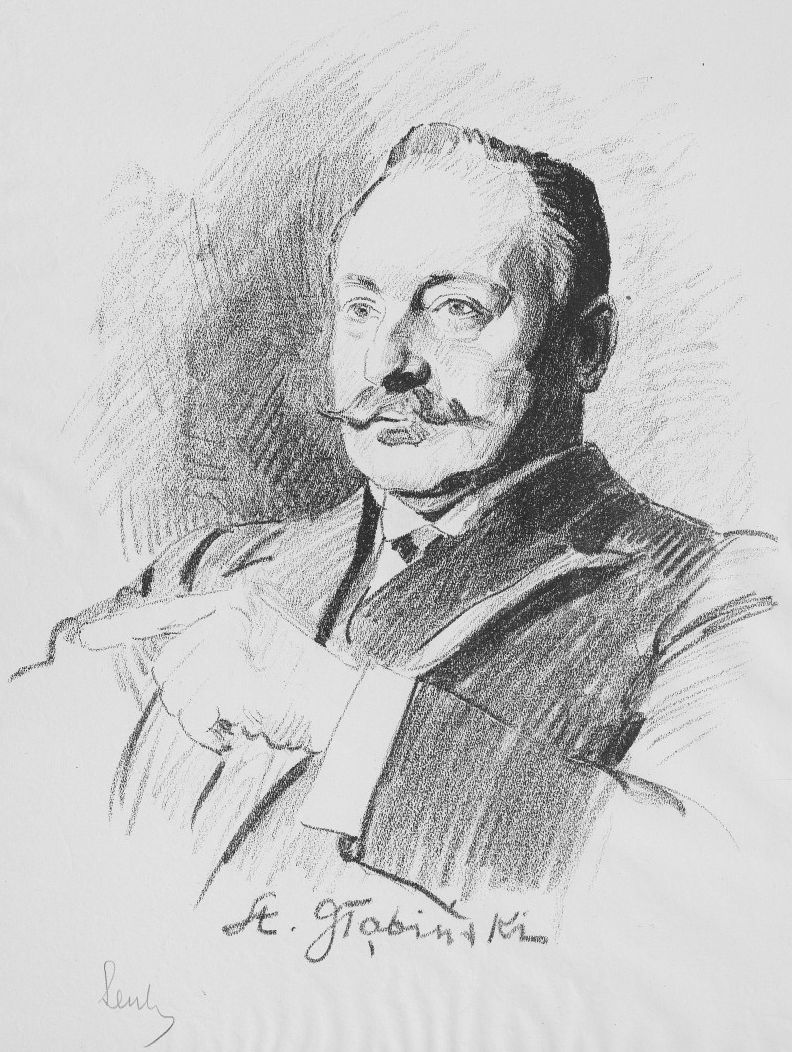
Станислав Ленц. Портрет Станислава Гломбиньского. 1919 г.

- Изучал право на факультете во Львовском университете им. Яна Казимира.
- 1887 г. — защита кандидатской диссертации.
- 1888 г. — лекции по социальной экономике во Львовском университете им. Яна Казимира.
- 1888 г. — защита докторской диссертации. Работы в области экономики: понятие финансовой науки (1889) и денежная реформа в Австрии (1890)
- 1892 г. — назначен доцентом, а в 1895 году профессором Львовского университета им. Яна Казимира.
- 1889—1890 гг. — декан юридического факультета Львовского университета им. Яна Казимира.
- 1908—1909 гг. — ректор Львовского университета им. Яна Казимира.

### Политическая карьера

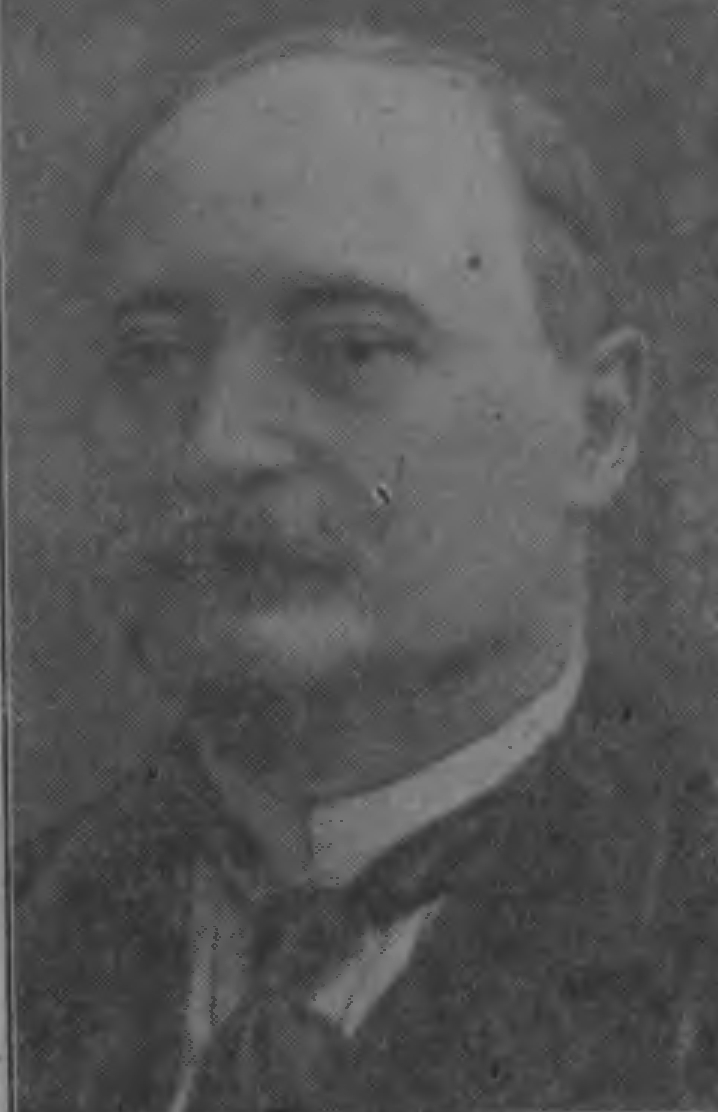
Станислав Гломбиньский. 1931 г.

- C 1890 — ведущий активист партии Национальной Демократии Польши. Назначен главным редактором «Народной газеты».
- 1902—1918 гг. — член австрийского государственного совета.
- С 1904 г. — член Галицкого сейма.
- С 1907 г. — президент Польского Кола (польск. Kolo Polskie, польский кружок).
- С 1910 г. — президент объединённой (австрийской и венгерской) палаты депутатов. Установил тесное сотрудничество с политиками, представляющими Национальную лигу, в первую очередь, с Яном Павликовским и Станиславом Грабским.
- В январе 1911 г. был назначен министром в кабинете премьер-министра Рихарда фон Бинерта. При выполнении обязанностей начальника этого отдела внёс большой вклад в развитии железнодорожной администрации в Галиции.
- В октябре 1918 года отправился в Варшаву, приняв предложение работать министром иностранных дел в правительстве Юзефа Свежиньского. Разработаны правила проведения выборов в Сейме Республики Польши, к которому выборы намечены на 26 января 1919 г.
- 1919 г. — член Законодательного Сейма от Национально-демократического союза.
- Вскоре стал президентом Верховного Совета Национально-Демократического союза и председателем закрытого собрания этой партии.
- В мае 1923 г. от имени Национально-демократического союза подписал соглашение с Польской крестьянской партией «Пяст», что привело к созданию правоцентристского правительства Винцента Витоса. Гломбиньский участвовал в нём как заместитель премьер-министра и министр духовных дел и народного просвещения.
- 1928—1935 гг. — сенатор Польской Республики, председатель Национальной партии.

### Вторая мировая война
В начале сентября 1939 года Станислав Гломбиньский был эвакуирован из Львова вместе с представителями правительства в Румынию. Через несколько дней он вернулся во Львов, где оставил своего 14-летнего сына (тоже Станислава; в будущем также известного публициста и журналиста).

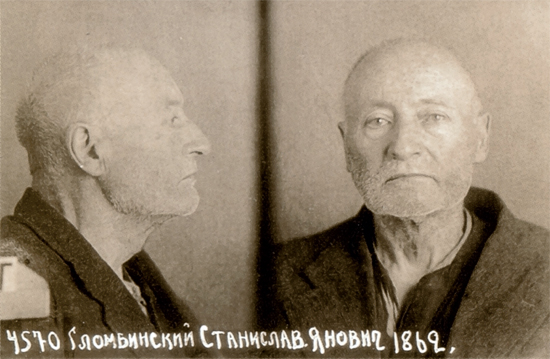
Станислав Гломбинский в тюрьме на Лубянке, НКВД 1939 год

Арестован НКВД 18 ноября 1939 года в г. Снятын возле польско-румынской границы. Был доставлен во Львов, где после слушания был отправлен в тюрьму «Бригидки». В начале 1940 года его перевели в Лубянку г. Москва. Сидел в одной камере с видным деятелем Бунда Виктором Альтером, поэтом Владиславом Броневским и крупным учёным раввином Мозесом Шорром. Приговорён к 8 годам за попытку пересечь границу и умер в тюрьме в Харькове в период с 12 июля по 14 августа 1941 года. Официально зарегистрированной причиной смерти было «старческое бессилие».

### Из жизни
Является учеником Карла Менгера.
Брат Станислава Гломбиньского, Владислав, также был юристом. Участник битвы при Капоретто и битвы при Пьяве. Погиб 17 июня 1918 года у реки Пьяве на севере Италии в Первой мировой войне.

## Частичная библиография
- Stanisław Głąbiński — Pojęcie nauki skarbowej, z drukarni Schwarza i Trojana, 1889 (63 стр.)
- Stanisław Głąbiński — Wykład nauki skarbowej, 1894 (525 стр.)
- Leon Biliński, Stanisław Głąbiński — System ekonomii społecznej, Nakładem Księgarni Gubrynowicza i Schmidta, 1894 (695 стр.)
- Stanisław Głąbiński — Idea samodzielności a finanse Galicyi, 1902 (35 стр.)
- Stanisław Głąbiński — Ogólne zasady i historya ekonomiki społecznej, tom 1: Ekonomika społeczna, Z Drukarni Pillera i Ski, 1905 (382 стр.)
- Stanisław Głąbiński — Samodzielność finansowa Galicyi, Towarzystwo wydawnicze, 1906 (70 стр.)
- Alexander Raciborski, Stanisław Głąbiński — La question Ruthène en Galicie, Agence Polonaise de Presse, 1911 (54 стр.)
- Stanisław Głąbiński — Nauka skarbowości: z dodatkiem o skarbowości Austryi i Galicyi, Z drukarni «Słowa Polskiego» we Lwowie pod zarz. Józefa Ziembińskiego, 1911 (657 стр.)
- Stanisław Głąbiński — Wykład ekonomiki społecznej: wraz z zarysem polityki ekonomicznej i z historyą ekonomiki, Tow. Nauczycieli Szkół Wyższych, 1913 (233 стр.)
- Ludwik Finkel, Stanisław Głąbiński — Historya monarchii austryacko-węgierskiej oraz wiadomości polityczne i społeczne, Tow. Nauczycieli Szkół Wyższych, 1915 (86 стр.)
- Antoni Peretiatkowicz, Stanisław Głąbiński — Encyklopedia prawa obowiązującego w Polsce, tom 1: Ustrój skarbowy Rzeczypospolitej Polskiej, Fiszer i Majewski Księgarnia Uniwersytecka, 1926 (125 стр.)
- Stanisław Głąbiński — Teorja ekonomiki narodowej, Tow. Wydawnictwo «Ateneum», 1927 (446 стр.)
- Stanisław Głąbiński — Ekonomika narodowa, Tow. Wydawnictwo «Ateneum», 1928 (434 стр.)
- Stanisław Głąbiński — Narodowa Polityka ekonomiczna, Tow. Wydawnictwo «Ateneum», 1928 (434 стр.)
- Stanisław Głąbiński — Emigracja i jej rola w gospodarstwie narodowem, Wydawnictwo Naukowego Instytutu Emigracyjnego i Kolonjalnego, 1931 (20 стр.)
- Stanisław Głąbiński — Odkąd Polska jest państwem niepodległem?, 1931 (38 стр.)
- Stanisław Głąbiński — Sprawa ruska na Ziemi Czerwieńskiej, 1937 (64 стр.)
- Stanisław Głąbiński — Wspomnienia polityczne, Drukarni i Księgarni Sp. Z O. ODP, 1939 (3 тома, 559 стр.; переиздано в 2007)